# Bassa atmosfera
La bassa atmosfera, o omosfera [comp. di omo- (dal lat. hŏmo, pl. homĭnes, corradicale di hŭmus ‘terra’, quindi, in orig., ‘terrestre’, opposto a ‘divino, celeste’.) e -sfera di atmosfera], è la parte più bassa (vicina al suolo terrestre) dell'atmosfera terrestre, che è convenzionalmente suddivisa in due parti, assieme alla alta atmosfera. La bassa atmosfera si estende dal suolo a circa 80 km di altezza, e la sua composizione chimica è più o meno costante, nonostante le variazioni di temperatura e densità.
A sua volta viene suddivisa in:
- troposfera (la parte più bassa, fino a 8 km ai poli e fino a 20 km all'equatore)[3]
- stratosfera (mediamente fino a ~ 50 km di altezza)[3]
- mesosfera (mediamente da ~ 50 a 80 km di altezza)[3]

e nelle relative pause:
- tropopausa
- stratopausa
- mesopausa.

La mesopausa separa la bassa atmosfera dall'alta atmosfera.